# Deri
Deri är en by i Caerphilly i Wales. Byn är belägen 26 km 
från Cardiff. Orten har 988 invånare (2016).